# Ville de Bundaberg
La ville de Bundaberg était une zone d'administration locale située dans l'est de l'État du Queensland, en Australie.
Elle couvrait la ville de Bundaberg et ses alentours et était complètement entourée par le comté de Burnett.
Le 15 mars 2008, elle a fusionné avec les comtés de Burnett, de Gooburrum et de Woongarra pour former la région de Bundaberg.